# Günter Burg
Günter Burg (* 5. Februar 1941 in Mayen/Eifel) ist ein deutscher Dermatologe und Hochschullehrer.

## Leben und Wirken

### Beruflicher Werdegang
Burg legte sein Abitur im Jahr 1960 am Max von Laue-Gymnasium in Koblenz ab. Nach dem Studium der Medizin an der Universität Bonn und der Universität Marburg (Staatsexamen 1966; Promotion 1968) folgten Tätigkeiten in der Pädiatrie, Pathologie, Inneren Medizin, Chirurgie, Gynäkologie und Dermatologie in Marburg, Homburg (Saar) und Saarbrücken. 1969 wechselte er an die Dermatologische Klinik der Ludwig-Maximilians-Universität München unter der Leitung von Otto Braun-Falco. 1970 folgte ein Forschungsaufenthalt an der Skin Cancer Unit der New York University.
Burg habilitierte sich 1975 in München zum Thema «Kutane Lymphome». Nachdem er 1988 Rufe an die Dermatologischen Kliniken in Berlin, Mainz und Würzburg erhalten hatte, übernahm er von 1988 bis 1991 die Position des Direktors der Dermatologischen Universitätsklinik Würzburg. 1991 folgte er als Nachfolger von Urs W. Schnyder dem Ruf an die Klinik für Dermatologie, Venerologie und Allergologie der Universität Zürich. Dort war er ab 1998 Prodekan und von 2000 bis 2004 Dekan der Medizinischen Fakultät Zürich.
Im Jahr 2006 wurde Burg emeritiert und wirkt seitdem als Gastprofessor an der Medizinischen Universität Kathmandu in Nepal.

### Forschungsschwerpunkte
Schwerpunktmäßig beschäftigt sich Burg mit der klinischen und experimentelle Dermatologie, der Dermato-Onkologie, speziell mit kutanen Lymphomen und Malignen Melanomen sowie mit Dermatopathologie und Immuncytochemie, Telemedizin und E-Learning. Besondere Interessensgebiete liegen zudem in den Bereichen Allergologie und Immunstatus, Porphyrien, Hautmanifestationen neurologischer Erkrankungen, Hautorgan-Kulturen, Moulagen, Geschichte der Dermatologie.
Zu seinen wissenschaftlichen Leistungen zählen die umfassende Revision und WHO-Klassifikation der kutanen Lymphome auf dem Boden morphologischer, zytochemischer, immunologischer und molekularbiologischer Befunde, die Pattern-Diagnostik lymphoproliferativer Hautinfiltrate (T- und B-Zell Muster) sowie die Charakterisierung CD 30-positiver Infiltrate bei Lymphomatoider Papulose (Lugano 1984).

### Organisatorisches Wirken
Im Rahmen seines organisatorischen Wirkens ist besonders die Etablierung des ersten europäischen Zentrums für MOHS Micrograhic Surgery an der Universität München im Jahr 1971 hervorzuheben. Zudem ist er Initiator bzw. ist maßgeblich an der Gründung verschiedener Gesellschaften und Arbeitsgruppen beteiligt wie zum Beispiel der Arbeitsgemeinschaft Dermatologische Onkologie (ADO), der EORTC Cutaneous Lymphoma Group (1982), der International Society for Cutaneous Lymphomas (ISCL, 1992), der Schweizer Gesellschaft für Telemedizin und e-Health (2001), des Vereins für Hautkrebsforschung (VHKF, 2004) und der International Community for e-Health and Telehealth (ICEHAT).

### Mitgliedschaften und Engagement
Burg ist Mitglied in zahlreichen dermatologischen, medizinischen und wissenschaftlichen Gesellschaften und Vereinigungen sowie Ehrenmitglied bzw. korrespondierendes Mitglied in  nationalen und internationalen Gesellschaften. Er engagiert sich in der Entwicklungshilfe, zum Beispiel in Moshi (Tansania) und bei Strategic Partnerships for Nepal, dessen Präsident er ist.

### Privates
Burg ist seit 1968 mit der Neurologin Doris Burg, geborene Nicklas, verheiratet und hat zwei Söhne, Andreas Burg, (* 1975), assoziierter Professor für Mikroelektronik an der École Polytechnique Fédérale de Lausanne und Thomas Burg (* 1977), Professor für Mikroelektronik an der Technischen Universität Darmstadt.

## Ehrungen (Auswahl)
- 1987: Marchionini-Preis, Weltkongress der Dermatologie in Berlin
- 1998: Mitglied der Deutschen Akademie der Naturforscher Leopoldina
- 2000: Ferdinand von Hebra-Medaille der Österreichischen Dermatologischen Gesellschaft (ÖDG)
- 2005: Doctor honoris causa der Medizinischen Universität Sofia
- 2006: Walter-Lever-Medaille (ADH)
- 2007: Certificate of Appreciation of the International League of Dermatologic Societies (ILDS)
- 2011: Braun-Falco-Medaille
- 2017: Pro Meritis Award of the EDF

Quellen

## Publikationen (Auswahl)

### Bücher als Autor
- mit Gerd Geißl: 250 Fragen aus der Dermatologie. J. F. Lehmann, München 1970, ISBN 3-469-00275-4.7
- mit Otto Braun-Falko: Cutaneous Lymphomas, Pseudolymphomas, and Related Disorders. Springer, Berlin/Heidelberg 1983, ISBN 3-540-10467-4.
- mit Peter Elsner, Albert A. Hartmann: Der Ekzempatient in der Praxis. De Gruyter, Berlin/New York 1990, ISBN 3-11-012422-X.
- Das Melanom. Wissenswertes über Muttermal, Sonne und andere Risikofaktoren. Informationen und Ratschläge. Piper, München 1993, ISBN 3-492-11840-2.
- mit Michael L. Geiges: Die Haut in der wir leben. Zu Markt getragen und zur Schau gestellt. Rüffer & Rub, Zürich 2001, ISBN 3-907625-03-X.
- mit Michael L. Geiges: Rundum Haut. Rüffer & Rub, Zürich 2006, ISBN 3-907625-24-2.
- mit Michael Geiges, Cathérine Hug: DermARTologie/DermARTtology. Das Inkarnat. Die Haut in der bildenden Kunst/Carnation Skin in the fine arts. Springer, Berlin 2022, ISBN 978-3-662-65029-5.

### Bücher als Herausgeber
- Onkologische Dermatologie. Neue Aspekte, altersbedingte Besonderheiten. Springer Verlag, 1993, ISBN 3-540-55768-7.
- mit G. Adler, J. Kunze, D. Pongratz, A. Schinzel, J. Spranger: Leiber: Die klinischen Syndrome. Syndrome, Sequenzen und Symptomenkomplexe. Urban & Schwarzenberg.Praktisch wichtige Dermatosen. Huber, Bern/Göttingen/Toronto/Seattle 1995, ISBN 3-456-82569-2.
- Strategies for immunointerventions in dermatology. Springer Verlag, 1995, ISBN 3-540-62680-8.
- mit R. Dummer: Malignes Melanom. Huber Verlag, 1999, ISBN 3-456-83031-9.
- Telemedicine and teledermatology. Karger Verlag, 2002, ISBN 3-8055-7463-0.
- mit Werner Kempf: Cutaneous lymphomas. (= Basic and clinical dermatology, 32) Taylor & Francis, Boca Raton 2005.
- mit Philip E. LeBoit, David Weedon, Alain Sarasin: Pathology and Genetics of Skin Tumours. WHO Classification of Tumours, Volume 6, Verlag IARC, Word Health Organisation,  ISBN 978-92-832-2414-3.
- mit Peter Itin, John McGrath: Webbook. DOIT. Dermatology online with interactive technology - the learning platform CYBERDERM. European Dermatology Forum, 2017, ISBN 978-3-940615-56-5

### Web-basierte Medien
- als Gründungsherausgeber: Dermatology Online with Interactive Technology. Cyberderm. Multilinguale interaktive E-learning-Plattform für Medizinstudenten, seit 1998 mehrfach aktualisiert und überarbeitet.

- mit Josef Feit, Hana Jedličková, Luděk Matyska, Spasoje Radovanovic et al.: Atlas of dermatopathology.

### Originalarbeiten
- mit Otto Braun-Falco: Classification and Differentiation of Cutaneous Lymphomas. Enzyme-cytochemical and immunocytological studies. In: British Journal of Dermatology 93, 1975, S. 597–599, doi:10.1111/j.1365-2133.1975.tb02256.x
- mit P. Robins: Chemochirurgie. Chirurgische Entfernung chemisch fixierten Tumorgewebes mit mikroskopischer Kontrolle. In: Der Hautarzt 23, 1972, S. 16–20
- mit H. Rodt, H. Grosse-Wilde, O. Braun-Falco: Surface markers and mitogen response of cells harvested from cutaneous infiltrates in mycosis fungoides and Sézary's syndrome. In: Journal of Investigative Dermatology 70, 1978, S. 257–259, doi:10.1111/1523-1747.ep12541400
- mit B.Przybilla, Ch. Thieme: Evaluation of the immune status in vivo by the 2,4-dinitro-1-chlorobenzene contact allergy time (DNCB-CAT). In: Dermatologica 167, 1983, S. 1–5, doi:10.1159/000249735
- mit P. Kaudewitz, H. Stein, M. Mason, O. Braun-Falco: Detection of Sternberg-Reed- and Hodgkin cell specific antigen on atypical cells in lymphomatoid papulosis. In: Second International Conference on Malignant Lymphomas. Lugano 1984
- mit R. Dummer, E. Schäfer, C. Eilles, W. Börner: Lymphokine-activated killer-cell traffic in metastatic melanoma. In: The Lancet 338, 1991, S. 456–457, doi:10.1016/0140-6736(91)91089-d
- mit R. Dummer, M. Wilhelm, F. Nestle, M. M. Ott, A. Feller, H. Hefner, U. Lanz, A. Schwinn. J. Wiede: A subcutaneous delta-positive T-cell lymphoma that produces interferon gamma. In: New England Journal of Medicine 325, 1991, S. 1078–1081, doi:10.1056/NEJM199110103251506
- mit A. Bräuninger, M.-L. Hansmann, J. G. Strickler, R. Dummer, K. Rajewsky, R. Küppers: Identification of common germinal-center B-cell precursors in two patients with both Hodgkin's disease and non-Hodgkin's lymphoma. In: New England Journal of Medicine 340, 1999, S. 1239–1247, doi:10.1056/NEJM199904223401604
- mit M. Hess Schmid, P. Bird, P. R. Dummer, W. Kempf: Tumor burden index as a prognostic tool for cutaneous T-cell lymphoma. A new concept. In: Archives of  Dermatology 135, 1999, S. 1204–1208, doi:10.1001/archderm.135.10.1204
- mit R. Dummer, A. Häffner, W. Kempf, M. Kadin: From inflammation to neoplasia. Mycosis fungoides evolve from reactive inflammatory conditions (lymphoid infiltrates) transforming into neoplastic plaques and tumors. In: Archives of Dermatology 137, 2001, S. 949–952,
- mit L. R. Dummer, J. Pavlovic, J. Schultz, K. Moelling: Tumor regression of human and murine melanoma after intratumoral injection of IL-12-encoding plasmid DNA in mice. In: Experimental Dermatology 11, 2002, S. 232–240, doi:10.1034/j.1600-0625.2001.110306.x
- mit W. Kempf, D. V. Kazakov, R. Dummer, P. J. Frosch, S. Lange-Ionescu, T. Nishikawa, M. E. Kadin: Pyogenic lymphoma of the skin: a peculiar variant of primary cutaneous neutrophil-rich CD30+ anaplastic large-cell lymphoma. In: British Journal of Dermatology 148, 2003, S. 580–586, doi:10.1046/j.1365-2133.2003.05248.x
- mit W. Kempf, A. Cozzio et al.: WHO/EORTC classification of cutaneous lymphomas 2005: histological and molecular aspects. Clinicopathological study of four cases and review of the literature. In: Journal of Cutaneous Pathology 32, 2005, S. 647–674, DOI: 10.1111/j.0303-6987.2005.00495.x
- mit R. Willemze, E. S. Jaffe: WHO-EORTC classification for cutaneous lymphomas. In: Blood 105(10), 2005, S. 3768–3785, doi:10.1182/blood-2004-09-3502
- Teledermatology – its place in modern skin healthcare worldwide. In: Journal of the European Academy of Dermatology and Venereology 34, 2020, S.  670–671, doi:10.1111/jdv.16318